# Serie de colección 15 auténticos éxitos (álbum de José Alfredo Jiménez)
Serie De Colección 15 Auténticos Éxitos es un álbum recopilatorio póstumo de José Alfredo Jiménez publicado en 1984, once años después de su muerte. Forma parte de la lista de los 100 discos que debes tener antes del fin del mundo, publicada en 2012 por Sony Music.

## Lista de canciones
- Amarga Navidad
- Amor del alma
- Caminos de Guanajuato
- Corazón, corazón
- Cuatro caminos
- El caballo blanco
- El jinete
- Ella
- Llegando a ti
- Muy despacito
- Paloma querida
- Que bonito amor
- Serenata sin luna
- Un mundo raro
- Vamonos

- Datos: Q25412010